# Julian Gorus
Julian Gorus  (* 15. Januar 1978 in Warna, Bulgarien) ist ein bulgarischer Pianist.

## Leben
Julian Gorus besuchte zunächst die Musikschule seiner Heimatstadt Warna; seine Klavierlehrerin war Elisaveta Stoyanova.
Im Anschluss absolvierte er von 1999 bis 2003 ein Aufbaustudium am Mainzer Peter-Cornelius-Konservatorium bei Wolfgang Schamschula.
Ende 2008 legte er in Weimar an der Hochschule für Musik Franz Liszt unter der Leitung des Pianisten und damaligen Rektors Rolf-Dieter Arens das Konzertexamen ab.
Seit einigen Jahren unterrichtet Julian Gorus vielversprechende Nachwuchskünstler, und 2011 erlangten diese bei Wettbewerben schon mehrere erste Preise.
Julian Gorus lebt seit 1998 in Deutschland.

## Kurse und Meisterklassen
Julian Gorus erhielt Unterstützung und Anregung u. a. bei Nikolaus Lahusen (Deutschland), András Hamary (Deutschland), Günter Ludwig (Deutschland), Paul van Ness (USA), Ferenc Rados (Ungarn), Lilya Zilberstein (Russland), Peter Cossé (Österreich), Germain Mounier (Frankreich), Prof. Hans Erik Deckert (Deutschland), Leslie Howard (Australien) und Jerome Rose (USA).

## Auszeichnungen und Preise
- 2003: Bremer Klavierwettbewerb, Bremen – 1. Preis, Publikumspreis, Förderprämien (heute Europäischer Klavierwettbewerb, Bremen)[1]
- 2003: Gewinner des Franz Liszt Wettbewerb, Weimar, Publikumspreises sowie Förderpreise[2]
- 2002: Internationaler Chopin-Wettbewerb, Darmstadt – Publikumspreis[3]
- 1992: Internationaler Klavierwettbewerb „Albert Roussel“, Sofia - 3. Preis
- 1991: Wettbewerb für tschechische und slowakische Musik, Warna – 1. Preis
- 1989: Wettbewerb „Master of the Piano“ Ústí nad Labem – 2. Preis und Sonderpreis für die beste Aufführung slowakischer Musik
- 1988: Wettbewerb für tschechische und slowakische Musik, Warna – 3. Preis und Sonderpreis für die beste Aufführung slowakischer Musik

## Jurytätigkeit und Meisterkurse
- 2012: Jurymitglied beim Europäischen Klavierwettbewerb, Bremen[4]
- 2011: Leitung einer Meisterklasse im Rahmen des Gümüslük Klassik Festival, Türkei
- 2009: Leitung eines Meisterkurses an der Musikhochschule Würzburg, in Zusammenarbeit mit Prof. András Hamary
- 2009: Jurymitglied beim Bremer Klavierwettbewerb

## Auftritte und Konzerte
Orchesterauftritte u. a. mit den Bremer Philharmoniker, Anhaltische Philharmonie Dessau, Philharmonisches Orchester Regensburg, Städtisches Orchester Bremerhaven,
Neue Philharmonie Westfalen, Landesjugendorchester Bremen, PCK Orchester Mainz, Weimarer Staatskapelle.
Recitalauftritte u. a. in Deutschland, Italien, Ungarn, Frankreich, Türkei, Österreich, Schweiz und USA.

### Festivals
- 2009–2012: Festival Klavier Pur, Bremen
- 2011: Gümüslük Klassik Festival, Türkei[5]
- 2011: MDR-Musiksommer in Weimar
- 2010: Internationales Pianistenfestival, Böblingen
- 2009: Internationales Festival Varna Summer, Bulgarien
- 2009: Osterprojekt mit dem LJO Bremen[6]
- 2007: Gina Bachauer Festival in Salt Lake City, Utah USA
- 2006: Europäische Lisztnacht in Utrecht, Budapest, Weimar und Paris
- 2004: Klavierfrühling, Deutschlandsberg/Österreich
- 2004: Internationales Bonner Beethoven-Festival, Deutschland
- 1995: Internationales Festival in Istanbul, Türkei
- 1992: Internationales Festival Varna Summer, Bulgarien
- 1990: Internationales Festival March Musical Day’s, in Rousse, Bulgarien

## Aufnahmen
Im Mai 2011 erschien beim Hänssler Verlag eine Triple CD von Julian Gorus mit der Einspielung des kompletten Années de Pèlerinage Zyklus von Franz Liszt.
Diese Einspielung wurde beim MDR in Leipzig aufgenommen.

## Stipendien
- Stipendium der Oscar und Vera Ritter-Stiftung
- Stipendium der Ottillie-Selbach-Redslob Stiftung
- Stipendiat des Richard-Wagner-Verbandes, Bremen
- Stipendium an der Internationalen Rubinstein Akademie, Düsseldorf, bei Alla Blatow